# جداکننده نوری

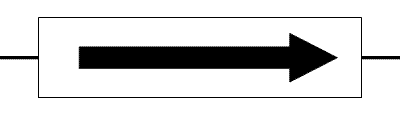
شکل ۱. یک نماد نوری مداری برای دیود اپتیکی

یک جداکننده نوری یا دیود اپتیکی یک قطعهٔ نوری است که اجازه عبور نور را تنها در یک جهت می‌دهد و معمولاً از بازگشت ناخواستهٔ نور به تشدیدگر نوری مثل کاواک لیزر، جلوگیری می‌کند. به‌کارگیری این قطعه به اثر فارادی بستگی دارد (که به نوبه خود توسط اثر مغنانوری) ایجاد می‌شود؛ که به عنوان جزء اصلی در چرخاننده فارادی به کار می‌رود.

## نظریه
اثر فارادی:
جزء اصلی جداکننده نوری چرخاننده است. میدان مغناطیسی که به چرخاننده فارادی اعمال می‌شود موجب چرخش قطبش نور در اثر فارادی می‌شود. چرخش زاویه با رابطهٔ زیر داده می‌شود:
{\displaystyle \beta =\nu Bd\,}
{\displaystyle \nu } ثابت وردت مواد (بی نظم یا کریستال؛ جامد یا مایع یا گاز) که چرخش را ایجاد می‌کند و {\displaystyle d} که طول چرخاننده است. (شکل۲) مخصوصاً برای یک دیود اپتیکی این مقادیر به نحوی انتخاب می‌شوند که چرخش ۴۵ درجه را ایجاد کنند.

## جداکننده قطبشی

شکل ۲: چرخاننده فارادی با یک قطبنده و یک تحلیل‌گر

جداکننده وابسته به چرخش یا جداکننده فارادی از ۳ جزء تشکیل شده یک قطبنده ورودی (به صورت عمود قطبیده شده)، یک چرخاننده فارادی با یک قطبنده خروجی که تحلیل گر (آنالیزور) نامیده می‌شود (در ۴۵ درجه قطبیده شده). نور جلورونده را به وسیلهٔ قطبنده ورودی در جهت عمود قطبی‌شده می‌شود. چرخش فارادی قطبش را ۴۵ درجه می‌چرخاند. آنالیزور نور را بدون کمترین اتلاف عبور می‌دهد.
نور عبوری در جهت برگشت توسط آنالیزور در زاویه ۴۵ درجه قطبیده شده. چرخاننده فارادی دوباره آن را به اندازه ۴۵ درجه می‌چرخاند. این به این معناست که قطبش در جهت افقی قرار گرفته (چرخش به جهت حرکت عمود است). چون قطبنده به صورت عمودی قطبی‌شده‌است، نور بلوکه می‌شود.
شکل ۲ یک چرخاننده فارادی را به همراه یک قطبنده ورودی و یک آنالیزور خروجی را نشان می‌دهد. برای یک جداکننده وابستهٔ قطبش، زاویه بین قطبنده و تحلیل‌گر به اندازه ۴۵ درجه تنظیم می‌شود. چرخاننده به صورتی انتخاب می‌شود که چرخش ۴۵ درجه را ایجاد کند.
جداکننده‌های وابسته به قطبش عموماً در سامانه‌های نوری فضای آزاد به کار می‌روند. این به این علت است که قطبش منبع اصولاً توسط سامانه تعیین می‌شود. در سامانه‌های فیبر نوری جهت قطبش در سامانه‌های غیر کنترلی قطبش پراکنده می‌شود؛ بنابراین زاویه قطبش از بین می‌رود.

## جداکننده غیرقطبشی
جداکننده‌های غیرقطبشی از سه جزء تشکیل شده یک تیغهٔ دوشکستی (با جهت قطبش عادی عمودی و جهت غیرعادی قطبش افقی)، یک چرخاننده فارادی و یک تیغهٔ دوشکستی خروجی (با جهت قطبش عادی در ۴۵ درجه و جهت قطبش غیرعادی در ۴۵- درجه).
نور حرکت‌کننده در جهت رو به جلو با تیغهٔ دوشکستی ورودی به دو جزء عمودی (۰ درجه) و افقی (۹۰ درجه)، که موج‌های عادی (o-ray) و غیرعادی (e-ray) نامیده می‌شوند. چرخاننده فارادی هردو موج عادی و غیرعادی را۴۵ درجه را می‌چرخاند. این به این معناست که موج‌های عادی اکنون در ۴۵ درجه هستند و موج‌های غیرعادی در ۴۵− درجه. تیغهٔ دوشکستی اکنون دو جزء را دوباره ترکیب می‌کند.
نوری که در جهت برگشت حرکت می‌کند به دو موج عادی در ۴۵ درجه و غیرعادی در -۴۵ درجه به وسیلهٔ یک تیغهٔ دوشکستی جدا می‌شود. چرخاننده فارادی دوباره موج‌ها را ۴۵ درجه می‌چرخاند اکنون موج عادی در ۹۰ درجه‌است و موج غیرعادی در ۰ درجه‌است. به جای اینکه دو موج توسط تیغهٔ دوشکستی دوم کانونی شوند، واگرا می‌شوند. موازی ساز در یک طرف جداکننده استفاده می‌شوند. در جهت ایزوله شده موج شکافته می‌شود و سپس واگرا می‌گردد بنابراین در موازی ساز کانونی نمی‌شود.
شکل ۳ عبور نور از یک جداکننده غیر وابسته به قطبش را نشان می‌دهد. نور حرکت‌کننده به رنگ آبی نشان داده می‌شود و نور برگشتی به رنگ قرمز. مسیر امواج با استفاده از ضریب شکست عادی ۲ و ضریب شکست غیرعادی ۳ رسم شده‌اند. زاویهٔ راس تیغه ۷ درجه‌است.

## چرخاننده فارادی
یکی از مهم‌ترین المان‌های نوری در یک جداکننده چرخاننده فارادی است. مشخصاتی که در چرخاننده فارادی نوری وجود دارد شامل ثابت وردت بالا و جذب کم، ضریب شکست غیر خطی و آستانهٔ آسیب بالا. علاوه بر این جهت جلوگیری از خودکانونی و دیگر اثرات گرمایی طول کریستال باید تا حد ممکن کوتاه باشد.
دو ماده‌ای که به‌طور معمول استفاده می‌شوند برای بازه 1100nm شیشهٔ بوروسیلیکات آلاییده با تربیوم و کریستال گارنت تربیوم گالیوم (TTG). برای ارتباطات راه دور به وسیلهٔ فیبر عموماً در 1310nm یا 1550nm کریستال‌های گارنت آهن ایتریم (YIG) استفاده می‌شوند. چرخاننده‌های فارادی YIG به انسداد بیش از ۳۰ دسی‌بل می‌رسند.
جداکننده‌های نوری با جداکننده‌های بر پایهٔ تیغه‌های چارک موجی فاصله دارند به این علت که چرخاننده فارادی یک چرخش غیر دو طرفه را باوجود حفظ کردن قطبش خطی ایجاد می‌کند. این چرخش قطبش به علت چرخش فارادی در هر جهت همیشه یکسان است؛ بنابراین در جهت جلو چرخش مثبت ۴۵ درجه‌است؛ و در جهت معکوس چرخش منفی ۴۵ درجه‌است. این به علت تغییر در جهت میدان مغناطیسی مثبت در یکی و منفی در دیگری است. پس با جمع کردن مقادیر به مقدار کل ۹۰ درجه برای نوری که به سمت جلو و برعکس حرکت می‌کند، می‌رسیم. این به ایزولیشن بیشتر کمک می‌کند.

## جداکننده‌های نوری و ترمودینامیک
ممکن است در نظر اول چنین به نظر برسد که دستگاهی که اجازه عبور نور را تنها در یک جهت می‌دهد، با اجازه به عبور انرژی نور از جسم سرد به جسم گرم و بلوکه کردن آن در جهت دیگر قانون کیرشهف و قانون دوم ترمودینامیک را نقض می‌کند، اما خطایی در کار نیست زیرا جداکننده باید نور را از جسم گرم جذب (و نه بازتاب) کند و سرانجام آن را به جسم سرد می‌تاباند.

## کاربرد
جداکننده‌های فارادی و چرخاننده‌ها کاربردهای زیادی در فناوری لیزر دارند:
- در بسیاری موارد، آن‌ها برای محافظت لیزر و تقویت‌کننده‌ها در برابر نور بازگشتی به کار می‌روند. رشته‌های تقویت کننده در بعضی مواقع شامل چندین جداکننده بین مراحل مختلف تقویت نه تنها برای ایزوله کردن نور بازگشتی بلکه جهت جلوگیری از ایجاد اثرات ناخواسته توسط نشر خود به خودی تقویت شده‌است. در سامانه‌های ارتباطی فیبر نوری جداکننده‌های کوپل فیبر غیر حساس به قطبش مرتباً قبل و بعد از تقویت‌کننده‌های فیبری به کار می‌روند.
- انواع گسترده‌ای از تداخل سنج‌ها و دیگر دستگاه‌ها (به عنوان مثال تقویت‌کننده‌ها) در دو نوع قطعه‌ای و فیبری از چرخاننده‌ها برای جداسازی نور بازگشتی از نور جلورونده به کار می‌روند؛ که امکان استفاده از تقویت‌کننده‌های دو عبوری را فراهم می‌کند.
- مشخصهٔ قطبش، جداکننده‌های وابستهٔ قطبش درون مشدد لیزر (به عنوان مثال یک لیزر فیبری) ممکن است جهت وارد کردن یک حالت قطبش خطی جهت قفل کردن مد با چرخش قطبش غیرخطی باشد.

علاوه بر این‌ها کاربردهای زیادی به عنوان چرخاننده فارادی خالص و نه به عنوان جداکننده دارند.